# ドン・ジマーマン
ドン・ジマーマン（Don Zimmerman、1944年 - 2025年7月24日）は、アメリカ合衆国の編集技師である。初めて編集した『帰郷』（1978年）により、第51回アカデミー賞編集賞にノミネートされ、以後2012年までに40作品を手掛けている。編集技師となった以前はベトナム戦争参戦空軍軍人、ウェスタン・エレクトロニクス従業員、ガソリンスタンド従業員、保険業、ショービジネスのアシスタント、音響技師などを務めた。
2025年7月24日、急性骨髄性白血病のためスタジオシティの自宅で死去。81歳没。

## フィルモグラフィ
- 帰郷 Coming Home (1978)
- 天国から来たチャンピオン Heaven Can Wait (1978)
- チャンス Being There (1979)
- LOVEシーズン A Change of Seasons (1980)
- Barbarosa (1982)
- ロッキー3 Rocky III (1982)
- 結婚しない族 Best Friends (1982)
- ステイン・アライブ Staying Alive (1983)
- りんご白書 Teachers (1984)
- 狙われた二人 My Man Adam (1985)
- ロッキー4/炎の友情 Rocky IV (1985)
- コブラ Cobra (1986)
- オーバー・ザ・トップ Over the Top (1987)
- 危険な天使 Fatal Beauty (1987)
- 熱き愛に時は流れて Everybody's All-American (1988)
- ザ・パッケージ/暴かれた陰謀 The Package (1989)
- ネイビー・シールズ Navy SEALs (1990)
- サウス・キャロライナ/愛と追憶の彼方 The Prince of Tides (1991)
- ミッドナイト・スティング Diggstown (1992)
- 奇跡を呼ぶ男 Leap of Faith (1992)
- エース・ベンチュラ Ace Ventura: Pet Detective (1994)
- スカウト The Scout (1994)
- 雲の中で散歩 A Walk in the Clouds (1995)
- ナッティ・プロフェッサー クランプ教授の場合 The Nutty Professor (1996)
- ライアー ライアー Liar Liar (1997)
- パッチ・アダムス トゥルー・ストーリー Patch Adams (1998)
- ハーフ・ベイクト Half Baked (1998)
- ブロークダウン・パレス Brokedown Palace (1999) クレジット無し
- ギャラクシー・クエスト Galaxy Quest (1999)
- コーリング Dragonfly (2002)
- ジャスト・マリッジ Just Married (2003)
- ハットしてキャット The Cat in the Hat (2003)
- フライト・オブ・フェニックス Flight of the Phoenix (2004)
- ディック&ジェーン 復讐は最高! Fun with Dick and Jane (2005)
- ナイト ミュージアム Night at the Museum (2006)
- ジャンパー Jumper (2008)
- ナイト ミュージアム2 Night at the Museum: Battle of the Smithsonian (2009)
- サーフィン ドッグ Marmaduke (2010)
- メン・イン・ブラック3 Men in Black 3 (2012)
- REDリターンズ RED 2 (2013)
- メン・イン・キャット Nine Lives (2016)
- ビルとテッドの時空旅行 音楽で世界を救え! Bill & Ted Face the Music (2020)